# خنک‌سازی تابشی
منظور از سیستم خنک‌سازی تابشی، سطوح با دمای کنترل شده‌است که دمای داخل را طی رفع گرمای محسوس خنک‌سازی می نمایدو به‌طوری‌که بیش از نیمی از روند انتقال گرما از طریق تابش گرمایی صورت می‌گیرد. گرما از اشیای ساکن، تجهیزات و روشنایی در فضا در سطوح خنک تر به جریان می‌افتد تا مادامی که دمای آن‌ها گرم تر از سطوح خنک تر باشد و آن‌ها در خط دید سطوح خنک شده قرار می‌گیرند. فرایند تبادلات تابشی اثرات قابل چشم پوشی بر دمای هوا دارد، اما در طول فرایند هرفت، دمای هوا کمتر از زمانی خواهد بود که هوا در تماس با سطوح خنک شده قرار گیرد. در سیستم‌های خنک‌سازی تابشی از اثرات عکس سیستم‌های تابش گرمایی بهره می‌برند که خود بستگی به فرایند جریان گرما از سطوح گرما یافته در اشیاء و ساکنین دارد.

## طراحی سیستم
سیستم‌های خنک‌سازی تابشی معمولاً هیدرونیکی هستند و روند خنک‌سازی با استفاده از به گردش د رآوردن آب در لوله‌ها با تماس گرمایی با سطح آن صورت می‌گیرد. نوعاً، آب به جریان درآمده تنها بین ۲ تا ۴ درجه سانتی گراد است که خود کمتر از دمای هوای مطلوب داخلی است. در طول زمانی که توسط سطوح فعال خنک‌سازی شده جذب گردد، گرما توسط آب در حال جریان از طریق مدار هیدرونیکی از دست می‌رود، از طرفی آب گرم شده را با کولر آبی جایگزین می‌کنند.
حال از آنجایی که بیشتر فرایندهای خنک‌سازی طی از دست رفتن گرمای محسوس از طریق تبادل تابشی با افراد و اشیاء و نه هوا صورت می‌گیرد، راحتی گرمایی در ساکنین تنها با دمای هوای داخلی گرم تر بدست می‌آید که در مقایسه با سیستم‌های خنک‌سازی بر پایه هوا بیشتر قابل توجه است. در نتیجه ظرفیت بالای خنک‌سازی آب و رسیدن آن به سطوح خنک تر به‌طور تقریبی با دمای هوای داخلی مطلوب، سیستم‌های خنک‌سازی تابشی به‌طور بالقوه با کاهش مصرف انرژی خنک‌سازی همراه بوده‌است. در نتیجه بارهای نهان (رطوبت) از ساکنین، فیلترینگ و فرایندهای آن به‌طور کلی توسط سیستم‌های وابسته قابل مدیریت خواهد بود. خنک‌سازی تابشی نیز همچنین به همراه استراتژی‌های کارآمدی انرژی همچون فوران در طول شب، خنک‌سازی تبخیری غیرمستقیم یا پمپاژهای گرمایی با منبع زمینی روی کارآمده‌است که خود لازمه وجود تفاوت‌های جزئی در دمای بین دمای هوای داخل و سطوح خنک شده‌است.

## انواع سیستم‌ها
این خود در حالی است که رده گسترده‌ای از فناوری‌های سیتمی، دو نوع اولیه از سیستم‌های خنک‌سازی تابشی به چشم می‌خورد. اولین نوع از این سیستم‌ها به گونه‌ای است که روند خنک‌سازی از طریق نمای ساختمان، به ویژه شیارها صورت می‌گیرد. این سیستم‌ها نیز همچنین با نام سیستم‌های ساختمانی فعال شده گرمایی شناخته‌اند. دومین نوع از این سیستم‌ها روند خنک‌سازی از طریق پانل‌های تخصصی صورت می‌گیرد. در سیستم‌هایی که از شیارهای بتنی استفاده شده‌اند، به‌طور معمول مقرون به صرفه تر از سیستم‌های پانل است و از این رو مزایایی همچون توده گرمایی را به همراه دارد. این خود در حالی است که با کنترل سریع دمایی و قابلیت برگشت‌پذیری را به همراه داشته‌است.

### شیارهای خنک شده
خنک‌سازی تابشی از شیارها از یک فضا در قسمت کف یا سقف صورت می‌گیرد. از آنجایی که سیستم‌های خنک‌سازی تابشی در قسمت کف بیشتر تعبیه شده‌اند، انتخاب بارز همان بکارگیری سیستم گردش مشابه برای آب خنک شده‌است. این خود در حالی است که این مورد در برخی موارد صدق می‌کند، رساندن جریان خنک‌سازی از سقف خود مزایای متعددی را به همراه داشته‌است. در ابتدای امر به آسانی می‌توان سقف در معرض اتاق به نسبت قسمت کف قرار داد. این خود کارایی توده گرمای را بیشتر می‌سازد. نواحی کف با پوشش بخش زیرین و اثاثیه منزل از کارایی این سیستم تا به حدی کاسته‌اند. ثانیاً، تبادل گرمای همرفتی بیشتر از طریق سقف‌های خنک‌سازی شده در طول افزایش هوای گرم رخ می‌دهد. این خود موجب ورود هوای بیشتر در تماس با سطوح خنک تر می‌گردد. روند خنک‌سازی از طریق کف بیشتر محسوس خواهد بود، در طول زمانی که میزان بیشتری از نور خورشید طی نفوذ خورشید در اختیار داشته باشیم، به‌طوری‌که کف خنک تر به آسانی می‌تواند این بارها را در مقایسه با سقف رفع نماید. شیارهای خنک شده در مقایسه با پانل‌ها توده گرمایی بیشتری را به همراه دارند و از این رو مزایای بیشتری در خارج از تعلیقات دمایی روزانه به همراه دارد. شیارهای خنک شده هزینه کمتری در هر واحد از مساحت سطح به همراه دارند، به‌طوری‌که بیشتر در سازه‌ها جمع‌بندی شده‌اند.

### پانل‌های سقفی
معمولاً پانل‌های خنک‌سازی تابشی به سقف‌ها اتصال یافته‌اند، اما نیز همچنین به دیواره‌ها اتصال یافته‌اند. معمولاً آن‌ها از سقف به حالت معلق در می‌آیند، اما نیز همچنین به شکل مستقیم در سقف‌های پایین‌تر با حالت متوالی تجمع یافته‌اند. سازه‌های تعدیل یافته از قابلیت انعطاف‌پذیری بیشتری از نظر جایگیری و به همراه روشنایی و دیگر سیستم‌های الکترونیکی برخوردار بوده‌اند. وجود توده گرمایی کمتر در مقایسه با شیارهای خنک شده به این معناست که آن‌ها به آسانی نمی‌توانند از مزایای خنک‌سازی منفعل در ذخیره گرمایی بهره‌مند گردند، اما پانل‌ها به شکل سریع تری می‌توانند تغییرات در دمای هوای بیرون را تنظیم نمایند. پانل‌های خنک شده تناسب بیشتری با ساختمان‌های فضا به همراه دارند و از طرفی واریانس قابل توجهی در بارهای خنک‌سازی دارا می‌باشند. پانل‌های روزنه دار نیز همچنین از میرایی صوتی بهتری در مقایسه با شیارهای خنک شده برخوردار می‌باشند. پانل‌های سقفی نیز همچنین از تناسب بالایی در طول متصل ساختن آن به سقف برخوردارند. پانل‌های سقفی خنک شده به آسانی با تهویه تأمین شده از سقف درهم آمیخته شده‌اند. این پانل‌ها در نظر دارند تا هزینه واحدهای بیشتری از مساحت سطح را در مقایسه با شیارهای خنک شده را متحمل گردند.

## مزایای آن
سیستم‌های خنک‌سازی تابشی با مصرف انرژی کمتری در مقایسه با سیستم‌های خنک‌سازی قراردادی همراه می‌باشند که خود براساس تحقیقات صورت گرفته توسط آزمایشگاه Lawrence Berkeley صورت گرفته‌است. انرژی خنک‌سازی تابشی خود رابطه مستقیمی با آب و هوا دارد، اما به‌طور میانگین ذخایر ایالت متحده آمریکا در رده ۳۰ درصد قرار دارد که در مقایسه با سیستم‌های قراردادی بیشتر قابل توجه است. در این بین نواحی خنک و مرطوب تر با ذخیره انرژی ۱۷ درصدی همراه است و از طرفی در نواحی خشک با ذخیره ۴۲ درصدی همراه است. در نواحی گرم و با آب و هوای خشک بیشترین مزیت را در خنک‌سازی تابشی به همراه دارد، به‌طوری‌که بیشترین میزان خنک‌سازی طی از دست رفتن گرمای محسوس به همراه دارد. این خود در حالی است این تحقیقات جنبه اطلاع‌رسانی دارد، بیشتر تحقیقات با هدف بررسی ابزارهای شبیه‌سازی و رویکردهای سیستم‌های مجتمع روی داده است. بیشتر ذخیره انرژی نیز همچنین رابطه مستقیمی با میزان انرژی کمتر دارد که خود لازمه پمپاژ آبی است که آن را در سمت مخالف هوای توزیع یافته با فن‌ها قرار گرفته‌است. طی کوپلینگ سیستم با توده ساختمانی، خنک‌سازی تابشی می‌تواند با خنک‌سازی کمتری در ساعات خاموشی شب همراه گردد. این گونه به نظر می‌رسد که خنک‌سازی تابشی با هزینه‌های اولیه کمتر و هزینه‌های چرخه طول عمر در مقایسه با سیستم‌های قرار دادی همراه بوده‌است. هزینه‌های اولیه کمتر عمدتاً رابطه مستقیمی با ساختار و مؤلفه‌های طراحی تعبیه شده در آن دارد، این خود در حالی است که هزینه‌های کمتر چرخه طول عمر ناشی از حفاظت و نگهداری رو به کاهش یافته بوده‌است. اگرچه، مطالعات اخیر در روند مقایسات بازگرمادهی در مقابل نوردهای خنک شده فعال و DOAS چالش‌هایی در کاهش هزینه‌های اولیه دارد که خود ناشی افزودن هزینه‌های پمپاژ است.

## فاکتورهای محدودکننده
حال با توجه به پتانسیل شکل‌گیری فشرده در سطح تابشی خنک (ناشی از صدمات آبی، قالب‌گیری یا موارد مشابه)، سیستم‌های خنک‌سازی تابشی به شکل گسترده بکار گرفته نشده‌اند. روند متراکم‌سازی ناشی از رطوبت خود یک فاکتور محدودکننده با ظرفیت خنک‌سازی در سیستم‌های خنک‌سازی تابشی بوده‌است. دمای سطح نباید کمتر یا مساوی دمای نقطه شبنم در فضا باشد. برخی از استانداردها یک محدودیت را برای تعیین رطوبت نسبی در فضا بین ۶۰ یا ۷۰ درصد در نظر گرفته‌اند. دمای هوا ۲۶ درجه سانتی گراد (۷۹ درجه فارنهایت) خود به معنای نقطه شبنم بین ۱۷ و ۲۰ درجه سانتی گراد (۶۳ درجه فارنهایت و ۶۸ درجه فارنهایت) است. اگرچه شواهدی در این زمینه وجود دارد که کاهش دمای سطح کمتر از دمای نقطه شبنم در یک دوره کوتاه موجب فشرده‌سازی نشده‌است. البته نیز همچنین کاربرد سیستم‌های مازاد همچون رطوبت زاها یا DOAS توانسته‌اند محدودیت‌هایی در رطوبت به وجود آورند و از این رو موجب افزایش ظرفیت خنک‌سازی گردند. دمای پانل‌های سطح غیر یکنواخت به شکل کلی رابطه مستقیمی با کاربرد پانل‌های خنک‌سازی تابشی در فضاهای درونی دارد.